# Claudia Neu
Claudia Neu (* 25. September 1967) ist eine deutsche Ernährungswissenschaftlerin und Soziologin. Sie lehrte als „Professorin für Allgemeine Soziologie, insbesondere Methoden empirischer Sozial- und Marktforschung sowie Ernährungssoziologie“ am Fachbereich Oecotrophologie der Hochschule Niederrhein in Mönchengladbach. Neu ist Sprecherin der Sektion Land- und Agrarsoziologie der Deutschen Gesellschaft für Soziologie. Seit September 2016 ist sie Inhaberin des Lehrstuhls "Soziologie ländlicher Räume", der zur Hälfte an der Universität Göttingen und der Universität Kassel (Standort Witzenhausen) angesiedelt ist.
1987 bis 1993 studierte Neu Oecotrophologie an der Rheinischen Friedrich-Wilhelms-Universität Bonn, wo sie 2004 mit dem Thema Genossenschaftsbauern im ostdeutschen Transformationsprozesse – Fallbeispiele aus Brandenburg promoviert wurde. Vor ihrer Tätigkeit in Mönchengladbach war sie wissenschaftliche Angestellte am Johann-Heinrich-von-Thünen-Institut, Bundesforschungsinstitut für Ländliche Räume, Wald und Fischerei in Braunschweig sowie wissenschaftliche Mitarbeiterin am Institut für Soziologie und Demographie der Universität Rostock.